# Sundtjärnarna (Kalls socken, Jämtland, 706915-134604)
Sundtjärnarna är en sjö i Åre kommun i Jämtland och ingår i Indalsälvens huvudavrinningsområde.